# Bert-Inge Karlsson
Bert-Inge Karlsson, född 10 november 1953 i Klippan, är en svensk tidigare politiker för Kristdemokraterna. Han var 1984–1986 förbundsordförande för Kristdemokratiska Ungdomsförbundet. Under två perioder har han ingått i Kristdemokraternas partistyrelse. Mellan åren 1982 och 2018 var han ledamot i kommunfullmäktige i Klippans kommun.
Under åren 1992-1994 var han ledamot i Alkoholpolitiska kommissionen med regeringens uppdrag att utvärdera den förda alkoholpolitiken och lägga fram förslag till en framtida strategi i ett EG-perspektiv. 
Han lämnade sitt parti den 29 mars 2019 eftersom han ansåg att det börjat röra sig för nära Sverigedemokraterna.